# 兄弟 (小說)
《兄弟》是中國大陸作家余華在2005年出版的長篇小說。小說分為上、下集，故事圍繞兩個跟隨父、母親再婚而成為兄弟的男性——宋鋼與李光頭。上部講述文化大革命中這個家庭和這兩兄弟的遭遇，下部圍繞改革開放的時代中，這兩兄弟迥異的命運。

## 內容簡介
《兄弟》講述了江南小鎮兩兄弟李光頭和宋鋼的人生。

### 上部
李光頭的父親刘山峰躲在女廁偷窺，被查看的宋凡平嚇到而意外掉進糞池淹死，而同一天李光頭出生。宋鋼的父親宋凡平在眾人的嘲笑聲中挺身而出，跳進糞池將刘山峰尸体拖回了刘家，幫助了李光頭的母親李蘭，被後者視為恩人。幾年後宋鋼的母親也亡故，李蘭和宋凡平在互相幫助中相愛並結婚，雖然這場婚姻遭到了鎮上人們的鄙夷和嘲弄，但兩人依然相愛甚篤，而李光頭和宋鋼這對沒有血緣關係的兄弟也十分投緣。
李蘭在刘山峰被淹死之後便患有頭痛病，之後被宋凡平送去上海看病。而在此之後“文革”開始，宋凡平被打為“地主”，遭受了極其殘酷的虐待。但他帶領兩個孩子苦中作樂，對孩子們隱藏了事情的真相。同時宋凡平堅持給病中的妻子寫信，隱瞞了事實真相，用想像出的美好生活欺騙著妻子，并答應會親自去上海接她回家。最後他為了踐行對妻子的諾言而逃出關押處，在車站被紅衛兵打死。宋鋼与李光頭在宋凡平被抓走後便開始自力更生，二人的友情在苦難的生活中愈加牢固。李蘭回家後与宋凡平的父親一起埋葬了宋凡平，並將宋剛留在宋平凡父親身邊作伴。之後李蘭為宋凡平守寡七年，在這期間李光頭因為在公共廁所偷看屁股被抓使得李蘭顏面盡失，精神的打擊使得李蘭身體狀況越來越差，最後不得不住院。在住院之前李蘭認為自己住進醫院就再也出不來了，決定在住院之前去給宋凡平掃墓。李光頭用在公共廁所裡所偷看到的小鎮美人林紅的屁股的秘密換來了一輛專板車使李蘭風風光光的給宋凡平掃了墓。住院兩個月後，李蘭覺得自己時日無多，便譲李光頭叫回宋鋼。在囑託宋鋼務必要照顧好李光頭并得到宋鋼的承諾之後的第二天李蘭便去世了。兄弟二人共同埋葬了李蘭。在李蘭的墓前，宋鋼重複了自己的承諾。

### 下部
宋鋼在為去世的爺爺披麻戴孝十四天后便回到了城裡与李光頭團聚。李光頭去福利廠工作，宋鋼去五金廠上班。兄弟二人過上了知足常樂的日子。李光頭後來當上了福利廠廠長，便開始對當年曾被他偷看過屁股的林紅展開瘋狂的追求。因為當年的事以及李光頭的死纏爛打，林紅愈加厭惡李光頭，反而對陪李光頭追求自己的宋鋼一見鍾情。幾經波折之後，林紅与宋鋼結婚。在林紅結婚的當天，李光頭便去醫院做了結紮手術，以表示他深愛林紅的決心。之後李光頭因為覺得自己有商業頭腦，便辭去了福利廠廠長的職務，向街坊鄰居借錢下海經商，結果賠的血本無歸，走在街上也會被債主追打。李光頭想要回福利廠當廠長未果，便開始在政府門前靜坐，同時開始做破爛生意。宋鋼時常會去偷偷給李光頭一些錢和糧票，或是將自己帶的飯分給李光頭一半。林紅得知後甚為不滿，在林紅的壓力下，宋鋼被迫与李光頭決裂。李光頭的破爛生意越做越大，靠著做破爛生意，李光頭不僅還了債，還開了一家“李記回收公司”。在做了一次跨國的西裝生意之後，李光頭一夜暴富。之後李光頭放棄了破爛生意，並與縣長合作對舊城進行改造，使得城中最豪華的餐館、澡堂、商場等產業都成了李光頭的資產。與此同時宋鋼因為五金廠倒閉而下崗，他又找了一個去碼頭當搬運工的工作。在成為搬運工後的第三個月宋鋼因為扭傷了腰而再次失業。在這之後他再也幹不了重活，只能去水泥廠做給水泥裝袋的工作。因為吸入了過多的粉塵，宋鋼的肺完全壞掉了。他再次失業，只能干一些散活。此時幾十個女人抱著孩子找到了李光頭說這些孩子是他的子女，一直鬧到了法院，在法庭上李光頭出示了當年結紮的病歷洗清了自己的嫌疑。李光頭順勢而為，舉辦了全國性的處女選美大賽。江湖騙子周遊此時來到城裡兜售人造處女膜，在他的勸說之下，宋鋼決定跟隨周遊南下做生意。二人先後做起了增強丸、豐胸膏生意，宋鋼還被周遊拉去醫院做了隆胸手術。在宋鋼出門做生意期間，李光頭將林紅接到了自己家中。宋鋼做生意回家之後發現林紅与李光頭私通，便在給林紅和李光頭分別寫了信后臥軌自殺。在信中他表示不恨林紅与李光頭，他也不恨自己，并希望李光頭能夠照顧好林紅。李光頭与林紅纏綿之際接到了宋鋼的死訊，二人悔恨不已。李光頭按照當地的風俗傳統擺了三天悼念宋鋼的豆腐宴，林紅也因此收到了大量的禮金。林紅拒絕了李光頭的安排，在深居簡出半年後她開了一家美髮廳，成為了美髮廳老闆。而後又找了二十三個小姐做起了皮肉生意，使得理髮廳所在地成為了紅燈街。而李光頭則苦練俄語，希望乘著俄羅斯聯盟號飛船与宋鋼的骨灰一同前往太空。

## 人物介绍
李光头：“兄弟”之一，出生时父亲掉厕所里淹死，便随母姓李，原名李光，后因幼年剪发多为光头而习惯称为李光头。后因其母李兰与宋钢父亲宋凡平结婚，与宋钢成为异父异母的兄弟。文革时父亲因曾为地主而受打压而家道中落，后父亲遭迫害致死，母亲也因郁郁寡欢而亡，待宋钢回城后与其相依为命，后被其为父（宋凡平）收尸的恩人安排至福利厂工作，后成为厂长，家道逐渐兴起。因爱慕之人林红与兄宋钢成婚，便结扎以示心意。后辞去厂长，借钱下海经商结果全部亏损，回乡在县政府门前办起收垃圾买卖还债，后越做越大，曾到日本收垃圾，逐渐成为刘镇首富。后逐渐转型开始做房地产生意，通过“处美人”比赛来获取媒体曝光率。后无意之中帮助林红渡过难关，便再度追捧林红，并成功与林红上床，后多次通奸。带林红去做处女膜修复手术后，在家中通奸时，林红丈夫宋钢回乡，了解此事后便留下遗书、卧轨自杀。李光头因此阳痿，与林红反目成仇。最后便想带着宋钢的骨灰飞向宇宙，洒向自由。
宋钢：“兄弟”之一，其生母病故后，其父宋凡平与李兰再婚，因此与李光头成为兄弟。文革时宋凡平被迫害致死后，回乡与爷爷生活。后爷爷去世后回到刘镇照顾后妈李兰，后在李兰死后发誓一生让着弟弟，后为悲剧主要原因。在李光头追求林红时为僚机，最后却与林红修成正果，因此与李光头断绝兄弟情谊。在李光头收垃圾前期无力生存时每日接济，兄弟情缓和后因林红再度断绝。失业后在码头做搬运工扭伤腰部，难以从事体力劳动，后在水泥厂装水泥患上肺病，李光头知晓后为宋钢安排工作却被拒绝，便暗中找林红接济宋钢。不知真情的宋钢以为妻子借钱给自己治病，便跟着在处美人比赛中大发横财的周游出去打拼。后被周游忽悠做隆胸手术兜售丰乳霜，一年多后做完拆乳手术后回乡，因为没有及时术后治疗导致伤口感染，自己拆线后留下为兄弟、妻子的两封信便卧轨自杀。死时仍戴口罩，担心肺病传染。一个老好人，就此命陨。
宋凡平：宋钢的父亲，后与李光之母续弦后成为李光父亲，原为乡村教师，后因文化大革命被打压迫害，限制人身自由困在谷仓中，被打压之前送妻子去上海治病，得知妻子将归，不顾阻拦去车站接妻子，结果被追来的红卫兵活活打死，妻子下车便只见地上一具尸首，后找人将尸体送回家。回家后因无钱置办大棺材，便将尸体膝盖骨打折，以断骨姿态放入棺材，后下葬。